# Thomas Manfredini
Thomas Manfredini (Ferrara, 1980. május 27.) olasz labdarúgó, az Atalanta hátvédje.
2007 júliusában – három másik társával együtt – három hónapos eltultást kapott tiltott fogadások miatt.
2008 októberében Manfredini 2013-ig meghosszabbította szerződését az Atalantával.

## Külső hivatkozások
- Manfredini adatlapja az Atalanta hivatalos honlapján (olaszul)
- A FIGC adatlapja (olaszul)